# منطقة شمال الشرق (الصومال)
 منطقة شمال الشرق هي منطقة صومالية وأكبر إقليم في الصومال يقع في خليج عدن.

## الحدود
يحدها من الشمال خليج عدن ومن الغرب منطقة سناغ و منطقة سول ومن الشرق المحيط الهندي ومنالجنوب نوجال.